# Kouilou
Kouilou na horním toku Niari je řeka v Republice Kongo. Je 708 km dlouhá. Povodí má rozlohu 60 000 km².

## Průběh toku
Na horním a středním toku se vyznačuje množstvím peřejí a vodopádů. Na dolním toku má charakter klidné rovinné řeky. Ústí do Atlantského oceánu.

## Vodní režim
Maximální průtok má v období dešťů od dubna do května a od listopadu do prosince. Průměrný roční průtok vody na dolním toku činí 1000 m³/s.

## Využití
Vodní doprava je možná pro menší lodě do vzdálenosti 75 km od ústí. Po řece se plaví dřevo.